# Cầu lông tại Đại hội Thể thao Đông Nam Á 2015
Cầu lông tại Đại hội Thể thao Đông Nam Á 2015 được tổ chức ở Sân vận động trong nhà Singapore, Singapore từ 10 đến 16 tháng 6 năm 2015. 7 cuộc thi được tổ chức thành đơn nam và nữ, đôi nam và nữ, đội nam và nữ.

## Quốc gia tham dự
Gồm 110 vận động viên từ 9 quốc gia tham dự nội dung cầu lông tại Đại hội Thể thao Đông Nam Á 2015:
- Campuchia (6)
- Indonesia (20)
- Lào (4)
- Malaysia (20)
- Myanmar (4)
- Philippines (4)
- Singapore (20)
- Thái Lan (20)
- Việt Nam (12)

## Lịch thi đấu
Dưới đây là lịch thi đấu của nội dung cầu lông:
| P | Vòng loại | ¼ | Tứ kết | ½ | Bán kết | F | Chung kết |

| Nội dung↓/Ngày→ | T4 10 | T5 11 | T6 12 | T7 13 | CN 14 | T2 15 | T3 16 |
| --------------- | ----- | ----- | ----- | ----- | ----- | ----- | ----- |
| Đơn nam         |       |       |       | P     | ¼     | ½     | F     |
| Đôi nam         |       |       |       | P     | ¼     | ½     | F     |
| Đội nam         | ¼     | ½     | F     |       |       |       |       |
| Đơn nữ          |       |       |       | P     | ¼     | ½     | F     |
| Đôi nữ          |       |       |       | P     | ¼     | ½     | F     |
| Đội nữ          | ¼     | ½     | F     |       |       |       |       |
| Đôi nam nữ      |       |       |       | P     | ¼     | ½     | F     |

## Huy chương
| Đơn nam    | Malaysia (MAS) · Chong Wei Feng | Malaysia (MAS) · Mohamad Arif Abdul Latif | Singapore (SIN) · Loh Kean Yew |  |  |  |
| Đơn nam    | Malaysia (MAS) · Chong Wei Feng | Malaysia (MAS) · Mohamad Arif Abdul Latif | Thái Lan (THA) · T Saensomboonsuk |  |  |  |
| Đơn nữ     | Thái Lan (THA) · Busanan Ongbumrungpan | Indonesia (INA) · Hanna Ramadhini | Malaysia (MAS) · Goh Jin Wei |  |  |  |
| Đơn nữ     | Thái Lan (THA) · Busanan Ongbumrungpan | Indonesia (INA) · Hanna Ramadhini | Việt Nam (VIE) · Vũ Thị Trang |  |  |  |
|            | | | |  |  |  |
| Đôi nam    | Indonesia (INA) · Angga Pratama · Ricky Karanda Suwardi | Indonesia (INA) · Markus Fernaldi Gideon · Kevin Sanjaya Sukamuljo | Philippines (PHI) · Ronel Estanislao · Philip Joper Escueta |  |  |  |
| Đôi nam    | Indonesia (INA) · Angga Pratama · Ricky Karanda Suwardi | Indonesia (INA) · Markus Fernaldi Gideon · Kevin Sanjaya Sukamuljo | Singapore (SIN) · Danny Bawa Chrisnanta · Chayut Triyachart |  |  |  |
| Đôi nữ     | Malaysia (MAS) · Amelia Alicia Anscelly · Soong Fie Cho | Malaysia (MAS) · Vivian Hoo Kah Mun · Woon Khe Wei | Indonesia (INA) · Anggia Shitta Awanda · Ni Ketut Mahadewi Istirani |  |  |  |
| Đôi nữ     | Malaysia (MAS) · Amelia Alicia Anscelly · Soong Fie Cho | Malaysia (MAS) · Vivian Hoo Kah Mun · Woon Khe Wei | Indonesia (INA) · Maretha Dea Giovani · Suci Rizky Andini |  |  |  |
| Đôi nam nữ | Indonesia (INA) · Praveen Jordan · Debby Susanto | Malaysia (MAS) · Chan Peng Soon · Goh Liu Ying | Indonesia (INA) · Riky Widianto · Richi Puspita Dili |  |  |  |
| Đôi nam nữ | Indonesia (INA) · Praveen Jordan · Debby Susanto | Malaysia (MAS) · Chan Peng Soon · Goh Liu Ying | Thái Lan (THA) · Sudket Prapakamol · Sapsiree Taerattanachai |  |  |  |
|            | | | |  |  |  |
| Đội nam    | Indonesia (INA) · Angga Pratama · Anthony Ginting · Firman Abdul Kholik · Jonatan Christie · Ihsan Maulana Mustofa · Kevin Sanjaya Sukamuljo · Markus Fernaldi Gideon · Praveen Jordan · Ricky Karanda Suwardi · Riky Widianto                                  | Thái Lan (THA) · Bodin Issara · Boonsak Ponsana · Khosit Phetpradab · Maneepong Jongjit · Nipitphon Puangpuapech · Pakkawat Vilailak · Sudket Prapakamol · Suppanyu Avihingsanon · Tanongsak Saensomboonsuk · Wannawat Ampunsuwan | Malaysia (MAS) · Chan Peng Soon · Chong Wei Feng · Goh V Shem · Iskandar Zulkarnain Zainuddin · Lee Chong Wei · Mak Hee Chun · Mohamad Arif Abdul Latif · Tan Aik Quan · Tan Wee Kiong · Teo Kok Siang                                   |  |  |  |
| Đội nam    | Indonesia (INA) · Angga Pratama · Anthony Ginting · Firman Abdul Kholik · Jonatan Christie · Ihsan Maulana Mustofa · Kevin Sanjaya Sukamuljo · Markus Fernaldi Gideon · Praveen Jordan · Ricky Karanda Suwardi · Riky Widianto                                  | Thái Lan (THA) · Bodin Issara · Boonsak Ponsana · Khosit Phetpradab · Maneepong Jongjit · Nipitphon Puangpuapech · Pakkawat Vilailak · Sudket Prapakamol · Suppanyu Avihingsanon · Tanongsak Saensomboonsuk · Wannawat Ampunsuwan | Singapore (SIN) · Chayut Triyachart · Danny Bawa Chrisnanta · Terry Hee Yong Kai · Hendra Wijaya · Sean Lee Kwan Ting · Loh Kean Hean · Loh Kean Yew · Ryan Ng Zin Rei · Jason Wong Guang Liang · Derek Wong Zi Liang                    |  |  |  |
| Đội nữ     | Thái Lan (THA) · Busanan Ongbumrungpan · Duanganong Aroonkesorn · Jongkongphan Kittiharakul · Kunchala Voravichitchaikul · Nichaon Jindapon · Porntip Buranaprasertsuk · Puttita Supajirakul · Ratchanok Intanon · Rawinda Prajongjai · Sapsiree Taerattanachai | Malaysia (MAS) · Amelia Alicia Anscelly · Goh Jin Wei · Goh Liu Ying · Ho Yen Mei · Lai Pei Jing · Lim Yin Fun · Soong Fie Cho · Tee Jing Yi · Vivian Hoo Kah Mun · Woon Khe Wei                                                  | Indonesia (INA) · Anggia Shitta Awanda · Debby Susanto · Dinar Dyah Ayustine · Gregoria Mariska Tunjung · Hanna Ramadini · Lindaweni Fanetri · Maretha Dea Giovani · Ni Ketut Mahadewi Istirani · Richi Puspita Dili · Suci Rizki Andini |  |  |  |
| Đội nữ     | Thái Lan (THA) · Busanan Ongbumrungpan · Duanganong Aroonkesorn · Jongkongphan Kittiharakul · Kunchala Voravichitchaikul · Nichaon Jindapon · Porntip Buranaprasertsuk · Puttita Supajirakul · Ratchanok Intanon · Rawinda Prajongjai · Sapsiree Taerattanachai | Malaysia (MAS) · Amelia Alicia Anscelly · Goh Jin Wei · Goh Liu Ying · Ho Yen Mei · Lai Pei Jing · Lim Yin Fun · Soong Fie Cho · Tee Jing Yi · Vivian Hoo Kah Mun · Woon Khe Wei                                                  | Singapore (SIN) · Chen Jiayuan · Elaine Chua Yi Ling · Grace Chua Hui Zen · Liang Xiaoyu · Vanessa Neo Yu Yan · Ong Ren Ne · Shinta Mulia Sari · Tan Wei Han · Crystal Wong Jia Ying · Yeo Jia Min                                       |  |  |  |
|            | | | |  |  |  |

## Bảng huy chương
Key
| 1         | Indonesia   | 3 | 2 | 4  | 9  |
| 2         | Malaysia    | 2 | 4 | 2  | 8  |
| 2         | Thái Lan    | 2 | 1 | 2  | 5  |
| 4         | Singapore   | 0 | 0 | 4  | 4  |
| 5         | Việt Nam    | 0 | 0 | 1  | 1  |
| 6         | Philippines | 0 | 0 | 1  | 1  |
| Tổng cộng | Tổng cộng   | 7 | 7 | 14 | 28 |

## Liên kết
- Lịch thi đấu (tiếng Anh)